# Kolejowe przewozy pasażerskie
Kolejowe przewozy pasażerskie – jedne z najbardziej istotnych czynników determinujących rozwój społeczno-gospodarczy kraju, w tym wzmacniających wewnętrzną spójność terytorialną oraz powiązania zewnętrzne.
System kolejowych przewozów pasażerskich tradycyjnie dzielony jest w Polsce na cztery podsystemy:
- przewozy międzyaglomeracyjne (tzw. kwalifikowane),
- międzyregionalne,
- aglomeracyjne,
- regionalne.

Przewozy międzyaglomeracyjne – połączenia kolejowe z postojami handlowymi w kluczowych miastach wojewódzkich lub ewentualnych punktach przesiadkowych pomiędzy tymi miastami oraz połączenia międzynarodowe z największymi ośrodkami państw sąsiadujących z Polską, realizowane przez szybkie pociągi zestawione z nowoczesnego taboru i oferujące wysoki standard podróży, w których obowiązuje całkowita rezerwacja miejsc.
Przewozy międzyaglomeracyjne krajowe, określane jako kwalifikowane, są usługami komercyjnymi, wykonywanymi na podstawie decyzji Prezesa UTK o przyznaniu otwartego dostępu i nie podlegają przepisom ustawy o publicznym transporcie zbiorowym. Przepisami tymi pozostają objęte przewozy międzynarodowe, których organizatorem jest minister właściwy do spraw transportu.
Przewozy międzyregionalne (międzywojewódzkie przewozy pasażerskie) – zgodnie z przepisami art. 4 ust. 1 pkt 7 ustawy z dnia 16 grudnia 2010 r. o publicznym transporcie zbiorowym (Dz.U. z 2025 r. poz. 285) – przewozy osób w ramach publicznego transportu zbiorowego wykonywane z przekroczeniem granicy województwa, inne niż przewozy gminne, powiatowe i wojewódzkie.
Przewozy międzyregionalne realizowane są z postojami handlowymi w miastach co najmniej powiatowych, na stacjach węzłowych walnych w przewozach pasażerskich oraz w większych ośrodkach uzdrowiskowych i wypoczynkowych. W odróżnieniu od przewozów międzyaglomeracyjnych, przewozy międzyregionalne charakteryzują się większą, dostępnością cenową przy niższym poziomie oferowanego komfortu podróży.
Funkcję organizatora przewozów międzyregionalnych (międzywojewódzkich) pełni minister właściwy do spraw transportu.
Przewozy aglomeracyjne – przewozy pasażerskie realizowane w obrębie ośrodków o charakterze ponadregionalnym (aglomeracji monocentrycznych, konurbacji) i w ich otoczeniu, ciążącym komunikacyjnie do danej aglomeracji. Przewozy te realizują codzienne zapotrzebowanie przewozowe mieszkańców w dojazdach do aglomeracji oraz przejazdach międzyosiedlowych, przy wykorzystaniu taboru o dużej pojemności, przystosowanego do szybkiej wymiany podróżnych (pociągi zatrzymują się na wszystkich stacjach i przystankach osobowych). Przewozy aglomeracyjne pełnią również funkcje typowe dla komunikacji miejskiej (np. system przewozów kolejowych w Trójmieście i częściowo na Śląsku) i bywają wykonywane na wydzielonych do tego celu parach torów. W rozumieniu ustawy z dnia 16 grudnia 2010 r. o publicznym transporcie zbiorowym, przewozy aglomeracyjne realizowane są na terytorium gminy, miasta, powiatu. Organizatorami przewozów aglomeracyjnych są samorządy gmin i powiatów.
Przewozy regionalne (wojewódzkie przewozy pasażerskie) – zgodnie z przepisami art. 4 ust. 1 pkt 25 ustawy z dnia 16 grudnia 2010 r. o publicznym transporcie zbiorowym: przewozy osób w ramach publicznego transportu zbiorowego wykonywane w granicach administracyjnych co najmniej dwóch powiatów i niewykraczające poza granice jednego województwa, a w przypadku linii komunikacyjnych w transporcie kolejowym także przewozy do najbliższej stacji w województwie sąsiednim, umożliwiające przesiadki w celu odbycia dalszej podróży lub techniczne odwrócenie biegu pociągu, oraz przewozy powrotne, inne niż przewozy gminne, powiatowe i międzywojewódzkie. Postoje handlowe w przewozach regionalnych obejmują wszystkie stacje i przystanki osobowe, lub stacje i przystanki o większej wymianie pasażerów w danej relacji. Organizatorami przewozów regionalnych (wojewódzkich) są samorządy województw.